# Njemanica
Njemanica är en ort i Bosnien och Hercegovina.   Den ligger i entiteten Republika Srpska, i den centrala delen av landet, 14 km öster om huvudstaden Sarajevo. Njemanica ligger 1 225 meter över havet och antalet invånare är 143.
Terrängen runt Njemanica är kuperad. Runt Njemanica är det ganska tätbefolkat, med 67 invånare per kvadratkilometer.. Närmaste större samhälle är Sarajevo, 14,0 km väster om Njemanica. 
Omgivningarna runt Njemanica är en mosaik av jordbruksmark och naturlig växtlighet.